# 2059 Baboquivari
2059 Baboquivari este un asteroid din grupul Amor, descoperit pe 16 octombrie 1963.